# Oday Dabbagh
Oday Ibrahim Mohammad Dabbagh (Jeruzalem, 3 december 1998) is een Palestijns voetballer die bij voorkeur als aanvaller speelt. Hij tekende in 2023 voor Charleroi.

## Clubcarrière
Dabbagh speelde in Israel bij Hilal Al-Quds. In 2019 trok hij naar Koeweit, waar hij uitkwam voor  Al-Salmiya SC, Qadsia SC, Al-Yarmouk en Al-Arabi. In 2021 tekende hij bij het Portugese Arouca. In 2023 tekende Dabbagh een driejarig contract bij Charleroi. Hij scoorde meteen bij zijn debuut tegen Oud-Heverlee Leuven.